# Arielulus cuprosus
Arielulus cuprosus is een zoogdier uit de familie van de gladneuzen (Vespertilionidae). De wetenschappelijke naam van de soort werd voor het eerst geldig gepubliceerd door Hill & Francis in 1984.